# Hoạt cảnh Giáng sinh
Hoạt cảnh Giáng sinh (còn được gọi là cảnh máng cỏ, cũi, crèche (/krɛʃ/ hoặc /kreɪʃ/), hoặc trong tiếng Ý: presepio hoặc presepe, hoặc Bethlehem), là một hình thức triển lãm và trang trí đặc biệt trong ngày Lễ Giáng Sinh của những người theo đạo Cơ đốc giáo.

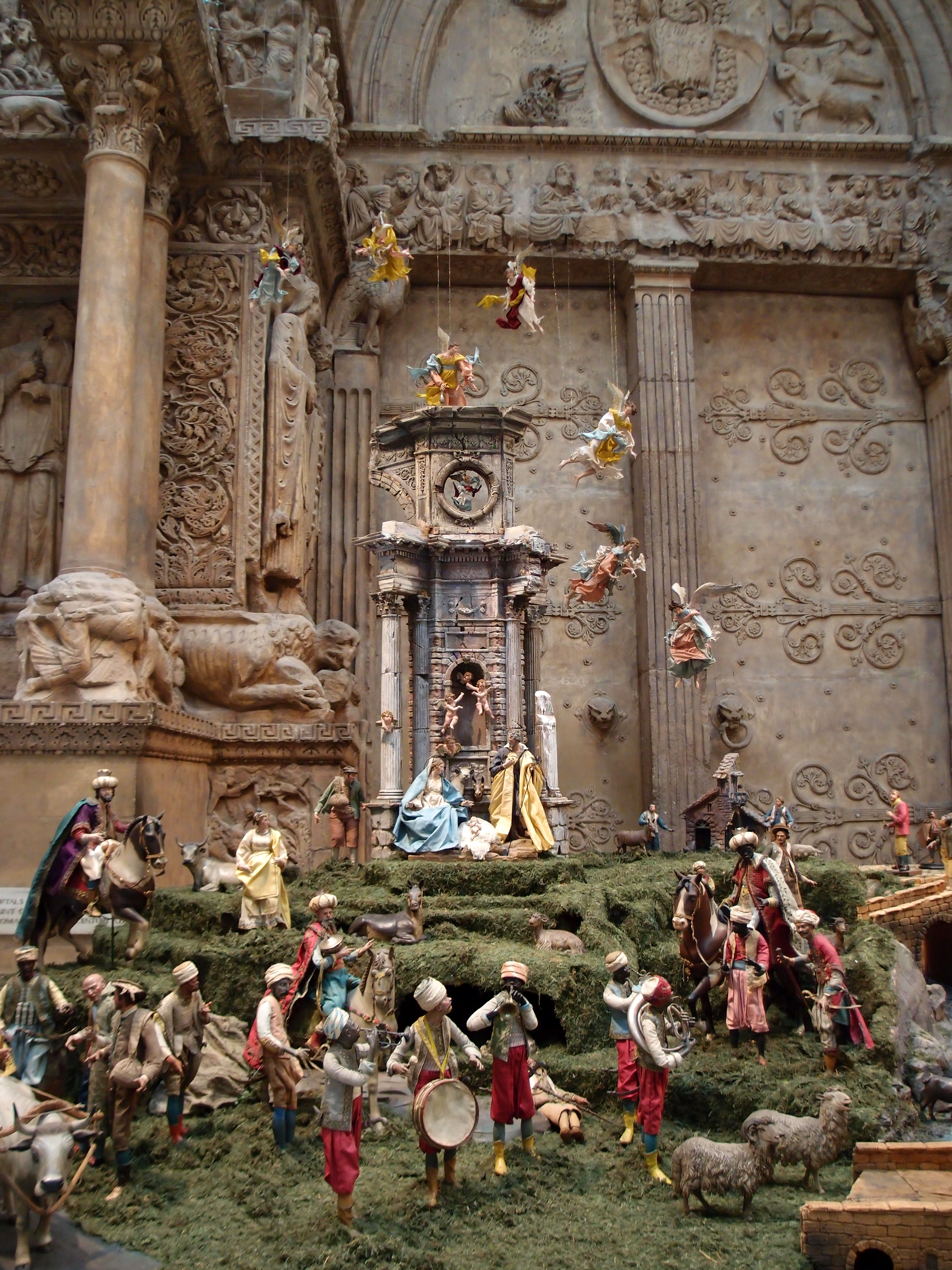
Cảnh Chúa Giáng Sinh tại Presepio Neapolitan diễn ra tại Bảo tàng Nghệ thuật Carnegie ở Pittsburgh

Trong truyền thuyết, Chúa sinh ra trong một hang đá nhỏ, nơi máng cỏ của các mục đồng chăn chiên tại thành Bê-lem. Ngày nay, hầu như các giáo đường lớn nhỏ đều có hang đá với máng cỏ, bên trong có tượng Chúa Hài đồng, Thánh Giuse, Đức mẹ Maria, xung quanh có lừa, chiên, tượng Ba Vua, các thiên thần. Phía trên cao có ánh sáng, chiếu từ một ngôi sao dẫn Ba Vua tìm đến với Chúa.
Thánh Francis thành Assisi được cho là người đã tạo ra cảnh Chúa giáng sinh trực tiếp đầu tiên vào năm 1223 để tôn thờ Chúa Kitô và kính nhớ ngài cũng như là một ngày lễ kỷ niệm ngày Chúa Giê-su giáng sinh. Từ đó về sau các cảnh và truyền thống về Chúa giáng sinh trong hang đá đã được tạo ra trên khắp thế giới và được trưng bày trong mùa Giáng sinh tại các nhà thờ, nhà riêng, trung tâm mua sắm và các địa điểm khác, và đôi khi trên các khu đất công và trong các tòa nhà công cộng. Các cảnh giáng sinh hầu như vẫn chưa thoát khỏi vấn đề tranh cãi nhất ở Hoa Kỳ - việc đưa chúng vào trang trí nơi các khu đất công hoặc trong các tòa nhà công cộng đã gây ra những thách thức về mặt tôn giáo ở các nước này.

## Sự ra đời của chúa Jesus
Hoạt cảnh giáng sinh lấy cảm hứng từ những câu chuyện về sự ra đời của Chúa Giê-su trong các sách Phúc âm của Ma-thi-ơ và Lu-ca.
Theo kinh thánh chép lại thì Sự giáng sinh của Chúa là như sau:
1. "Vả, sự giáng sinh của Đức Chúa Jêsus Christ đã xảy ra như vầy: Khi Ma-ri, mẹ Ngài, đã hứa gả cho Giô-sép, song chưa ăn ở cùng nhau, thì người đã chịu thai bởi Đức Thánh Linh. Giô-sép chồng người, là người có nghĩa, chẳng muốn cho người mang xấu, bèn toan đem để nhẹm. Song đang ngẫm nghĩ về việc ấy, thì thiên sứ của Chúa hiện đến cùng Giô-sép trong giấc chiêm bao, mà phán rằng: Hỡi Giô-sép, con cháu Đa-vít, ngươi chớ ngại lấy Ma-ri làm vợ, vì con mà người chịu thai đó là bởi Đức Thánh Linh. Người sẽ sanh một trai, ngươi khá đặt tên là Jêsus, vì chính con trai ấy sẽ cứu dân mình ra khỏi tội. Mọi việc đã xảy ra như vậy, để cho ứng nghiệm lời Chúa đã dùng đấng tiên tri mà phán rằng: Nầy, một gái đồng trinh sẽ chịu thai, và sanh một con trai, Rồi người ta sẽ đặt tên con trai đó là Em-ma-nu-ên; nghĩa là: Đức Chúa Trời ở cùng chúng taKhi Giô-sép thức dậy rồi, thì làm y như lời thiên sứ của Chúa đã dặn, mà đem vợ về với mình; song không hề ăn ở với cho đến khi người sanh một trai, thì đặt tên là Jêsus." (Ma-thi-ơ 1:18-23)

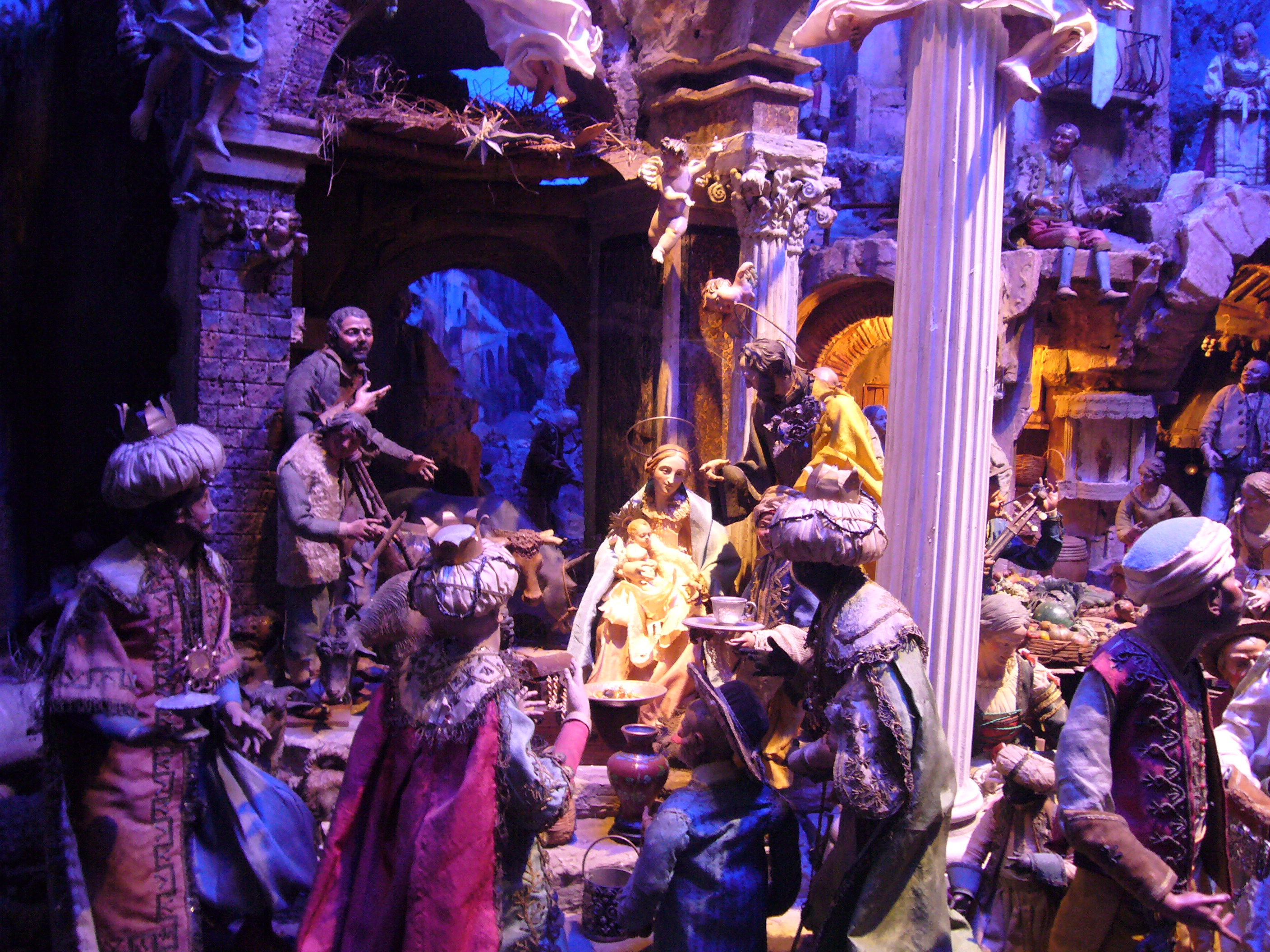
Chi tiết bên trong Hang Đá Noel ở Rome

2. Chi tiết bên trong Hang Đá Noel ở RomeCâu chuyện của Lu-ca mô tả một thiên sứ thông báo sự ra đời của Chúa Giê-su cho những người chăn cừu sau đó đến thăm địa điểm khiêm tốn nơi Chúa Giê-su được tìm thấy nằm trong máng cỏ, một cái máng cho gia súc. (Lu-ca 2: 8-20) Câu chuyện của Ma-thi-ơ kể về "những người khôn ngoan" (tiếng Hy Lạp: μαγοι, chữ La Mã hóa: magoi) người đi theo một ngôi sao đến ngôi nhà nơi Chúa Giê-su ở, và cho biết rằng các đạo sĩ đã tìm thấy Chúa Giê-su một thời gian sau đó, chưa đầy hai năm sau khi ngài sinh ra, chứ không phải vào ngày chính xác (Mat 2: 1 -23). Lời trình thuật của Matthew không đề cập đến các thiên thần và người chăn cừu, trong khi tường thuật của Luke lại im lặng về các đạo sĩ và ngôi sao. Các đạo sĩ và các thiên thần thường được hiển thị trong hoạt cảnh Chúa giáng sinh với Thánh Giá và những người chăn cừu (Lu-ca 2: 7, 12, 17).[8]

## Lịch sử về hoạt cảnh giáng sinh
Cảnh tượng Chúa giáng sinh được cho là sớm nhất xuất hiện ở tại hầm mộ Thánh Valentine vào thời kỳ đầu tiên của Cơ đốc giáo ( Khoảng 380 SCN), ghi chú theo lịch phụng vụ công giáo của Luther và Anh Giáo thì Thánh Phanxicô thành Assisiđược ghi nhận là người đã tạo ra cảnh Chúa giáng sinh đầu tiên vào năm 1223 tại Greccio, miền trung nước Ý, các hoạt cảnh về ngày lễ giáng sinh chủ yếu được sử dụng không chỉ để đặt ngày lễ này là một trong những ngày lễ quan trọng nhất mà còn là để đặt trọng tâm của Lễ Giáng sinh vào việc thờ phượng Đấng Christ hơn là vào "những thứ vật chất".
Sự phổ biến mạnh mẽ nên chúng đã dần trở nên phổ biến và lan rộng ra khắp mọi nơi (Bắt đầu tại Christendom) rồi ra các nhà thờ ở Ý rồi lan ra các nước lân cận. Một trăm năm trôi những sự phổ biến của các hoạt cảnh giáng sinh vẫn không hề bị suy giảm hay xóa bỏ mà nó đã trở nên phổ biến và lan ra khắp nơi trên thế giới. Các bức tượng trang trí hoạt cảnh từ đơn giản nhất bắt đầu được thay thế bằng các bức tượng đẹp hơn và đến hiện nay các bức tượng mới với kiểu dáng mới, phức tạp và các bức tượng trang trí xung quanh như: tượng các thiên thần có cánh, tượng bò, cừu, dê, mục đồng,3 vị vua,...) đã thay thế các bức tượng trang trí chỉ có người và động vật.
Hiện nay các hoạt cảnh và truyền thống về ngày Chúa Giáng Sinh đã được tạo ra trên khắp thế giới và được những người theo đạo công giáo trưng bày trong mùa Giáng sinh tại các nhà thờ, nhà riêng, trung tâm mua sắm và các địa điểm khác, và đôi khi trên các khu đất công và trong các tòa nhà công cộng. Thánh Địa Vatican hằng năm vẫn trưng bày và đón khách thăm quan hoạt cảnh giáng sinh ở Quảng trường Thánh Peter cạnh cây thông Noel lớn được dựng ở trung tâm bắt đầu từ năm 1982, Giáo hoàng đã từng ban phước cho một hoạt cảnh giáng sinh được trưng bày tại Quảng trường Thánh Peter trong ngày Giáng Sinh Tại Hoa Kỳ và các tiểu bang,xung quanh Bảo tàng Nghệ thuật Metropolitan ở Thành phố New York hàng năm vẫn trưng bày cảnh Chúa giáng sinh kiểu Baroque của người Neapolitan trước một cây vân sam xanh cao khoảng 20 feet (6,1 m).

## Tranh cãi
Các tranh cãi xung quanh việc trang trí hoạt cảnh giáng sinh cũng xuất hiện. Một cảnh có kích thước như người thật ở Vương quốc Anh với những người nổi tiếng bằng tượng sáp đã gây ra sự phẫn nộ vào năm 2004,
Ở Tây Ban Nha, hội đồng thành phố đã cấm triển lãm một nhân vật hài hước trong nhà vệ sinh truyền thống trong một cảnh giáng sinh nơi công cộng.
Tổ chức Tổ chức Đối xử Đạo đức với Động vật (PETA) tuyên bố vào năm 2014 rằng động vật thật được trưng bày hoạt cảnh giáng sinh trong các khu trưng bày sống thiếu sự chăm sóc thích hợp và bị ngược đãi. Ở Hoa Kỳ, cảnh Chúa giáng sinh trên các khu đất công và trong các tòa nhà công cộng đã gây ra những thách thức trước tòa án, và việc trộm cắp những bức tượng chúa giáng sinh bằng nhựa hoặc gốm sứ để trưng bày ngoài trời đã trở nên phổ biến.